# Communes de la province de Pordenone
- Haut – A
- B
- C
- D
- E
- F
- G
- H
- I
- J
- K
- L
- M
- N
- O
- P
- Q
- R
- S
- T
- U
- V
- W
- X
- Y
- Z

## A
- Andreis
- Arba
- Arzene
- Aviano
- Azzano Decimo

## B
- Barcis
- Brugnera
- Budoia

## C
- Caneva
- Casarsa della Delizia
- Castelnovo del Friuli
- Cavasso Nuovo
- Chions
- Cimolais
- Claut
- Clauzetto
- Cordenons
- Cordovado

## E
- Erto e Casso

## F
- Fanna
- Fiume Veneto
- Fontanafredda
- Frisanco

## M
- Maniago
- Meduno
- Montereale Valcellina
- Morsano al Tagliamento

## P
- Pasiano di Pordenone
- Pinzano al Tagliamento
- Polcenigo
- Porcia
- Pordenone
- Prata di Pordenone
- Pravisdomini

## R
- Roveredo in Piano

## S
- Sacile
- San Giorgio della Richinvelda
- San Martino al Tagliamento
- San Quirino
- San Vito al Tagliamento
- Sequals
- Sesto al Reghena
- Spilimbergo

## T
- Tramonti di Sopra
- Tramonti di Sotto
- Travesio

## V
- Vajont
- Valvasone
- Vito d'Asio
- Vivaro

## Z
- Zoppola